# Ustup Lermontova
Ustup Lermontova (ryska: Уступ Лермонтова) är en bergstopp i Antarktis. Den ligger i Östantarktis. Argentina och Storbritannien gör anspråk på området. Toppen på Lermontova är 1 033 meter över havet. Bergstoppen är döpt efter den ryska nationalskalden Michail Lermontov (1814–1841).
Terrängen runt Ustup Lermontova är lite kuperad. Trakten är obefolkad. Det finns inga samhällen i närheten.